# Carterton District
Der Carterton District ist eine zur Region Wellington gehörende Verwaltungseinheit in Neuseeland. Der Rat des Distrikts, Carterton District Council (Distriktrat) genannt, hat seinen Sitz in der Stadt Carterton, ebenso wie die Verwaltung des Distrikts.

## Geographie

### Geographische Lage
Der Distrikt stellt mit 1180 km² reiner Landfläche den zweitkleinste Distrikt in der Region Wellington dar. Mit 8235 im Jahr 2013 gezählten Einwohnern kommt der Distrikt auf eine Bevölkerungsdichte von 7,0 Einwohner pro km² und ist damit der Distrikt mit der zweitgeringsten Bevölkerungsdichte in der Region.
Die westlich des Carterton Districts grenzt der Kapiti Coast District an, im Norden tut dies der Masterton District und im Süden der South Wairarapa District. Die östliche Grenze wird von der Küstenlinie zum Pazifischen Ozean gebildet.
Während die Gegend um Carterton eine Ebene darstellt, reicht der Westen des Distrikts in die Bergregionen der Tararua Range hinein. Der östliche Teil hingegen ist durch eine Berg- und Hügellandschaft geprägt, die über 600 m nicht hinausragt. Wirtschaftliches Zentrum und einzige Stadt des Distriktes ist Carterton mit 4686 Einwohnern (2013), alle anderen Ort liegen unter 1000 Einwohner. 

### Klima
Die mittleren Tagestemperaturen liegen im Sommer zwischen 20 °C und 24 °C je nach Lage und im Winter zwischen 6 °C und unter 0 °C je nach Höhenlagen. Die Sonnenscheindauer beträgt zwischen 2000 Stunden und 2100 Stunden pro Jahr, in Berglagen unterhalb von 1700 Stunden. Die Niederschläge liegen zwischen 1000 mm im Osten des Distrikts und über 2000 mm pro Jahr im Westen in den Bergen.

## Geschichte
Carterton wurde ursprünglich 1857 unter dem Namen „Three Mile Bush“ als Basislager für die Arbeiter gegründet, die die Straße zwischen Masterton und Greytown bauten. Die Siedler, die sich in dem Ort niederließen, beantragten den Ort umzubenennen, zuletzt die Region in Cartervale und den Ort in Carterville, zu Ehren von Charles Rooking Carter, der sich um das Siedlungsvorhaben in der Gegend verdient gemacht hatte. Am 26. Juli 1859 entschied der Provincial Council in Wellington den Ort umzubenennen, allerdings von „Three Mile Bush“ in Carterton.

## Bevölkerung

### Bevölkerungsentwicklung
Von den 8235 Einwohnern des Distrikts waren 2013 933 Einwohner Māori-stämmig (11,3 %). Damit lebten 0,2 % der Māori-Bevölkerung des Landes im Carterton District. Das durchschnittliche Einkommen in der Bevölkerung lag 2013 bei 26.700 NZ$, gegenüber 28.500 NZ$ im Landesdurchschnitt.

### Herkunft und Sprachen
Die Frage nach der Zugehörigkeit einer ethnischen Gruppe beantworteten in der Volkszählung 2013 91,4 % mit Europäer zu sein, 11,8 % gaben an, Māori-Wurzeln zu haben, 1,9 % kamen von den Inseln des pazifischen Raums und 1,4 % stammten aus Asien (Mehrfachnennungen waren möglich). 14,9 % der Bevölkerung gab an, in Übersee geboren zu sein und 2,3 % der Bevölkerung sprachen Māori, unter den Māori 14,9 %.

## Politik

### Verwaltung
Der Carterton District ist nicht noch einmal in verschiedene Wards eingeteilt, wie wir es von den anderen Distrikten Neuseelands her kennen. Die acht Councillors (Ratsmitglieder) werden distriktweit gewählt und zusammen mit dem Mayor (Bürgermeister) bilden sie den District Council (Distriktsrat). Der Bürgermeister und die acht Ratsmitglieder werden alle drei Jahre neu gewählt.

## Wirtschaft
Im Jahr 2015 zählte der Distrikt 1191 Unternehmen mit insgesamt 3298 Beschäftigten. Das Gross Domestic Product (GDP) (Bruttoinlandsprodukt) betrug im gleichen Zeitraum 324 Millionen NZ$. Der mit Abstand größte Wirtschaftszweig des Distriktes stellt das produzierende Gewerbe mit einem Anteil von 29 % am GDP dar, gefolgt der Land- und Forstwirtschaft zusammen mit der Fischerei mit 14,8 und der Immobiliensektor mit 8 %.

## Infrastruktur

### Verkehr
Verkehrstechnisch angebunden ist der Distrikt durch den New Zealand State Highway 2, der den Distrikt in Nord-Süd-Richtung durchquert und direkt durch die Stadt Carterton führt.